# Rzeczyca, Tỉnh West Pomeranian
Rzeczyca [ʐɛˈt͡ʂɨt͡sa] ⓘliên_kết=| Về âm thanh này (tiếng Đức: Knakendorf) là một ngôi làng thuộc khu hành chính của Gmina Tuczno, thuộc hạt Wałcz, West Pomeranian Voivodeship, ở phía tây bắc Ba Lan. Nó nằm khoảng 8 kilômét (5 mi) về phía bắc của Tuczno, 23 km (14 mi) về phía tây của Wałcz và 105 km (65 mi) về phía đông của thủ đô khu vực Szczecin.
Trước năm 1945, khu vực này là một phần của Đức. Đối với lịch sử của khu vực, xem Lịch sử của Pomerania.
Ngôi làng có dân số 230 người.